# Río Coosa

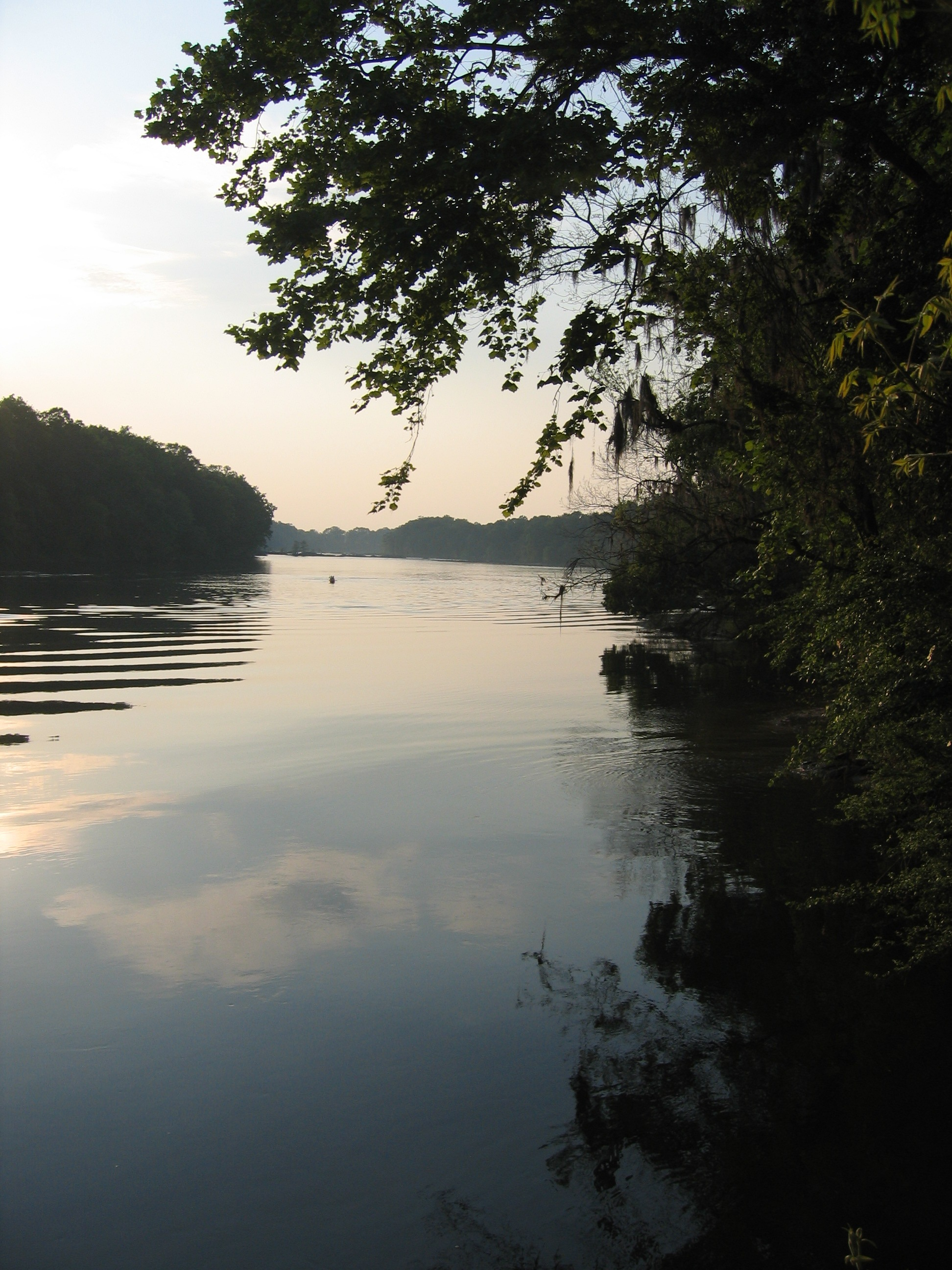
Un plácido atardecer en el río Coosa.

El río Coosa (en inglés: Coosa River) es un río del sur de los Estados Unidos, una de las fuentes del río Alabama. Tiene una longitud de 451 km y drena una cuenca de 26.300 km² (algo mayor que Ruanda y Macedonia). Forma parte del curso alto del río Mobile, y es el tramo inicial del sistema Mobile-Alabama-Coosa-Etowah, que, con 1.388 km de longitud total, es uno de los 20 mayores ríos de los Estados Unidos.
Administrativamente, el río discurre por los estados de Georgia y de Alabama.

## Toponimia
El río también se ha escrito como río Koosa antiguamente. El nombre puede derivar de la voz «coosa», una palabra muskoki que significa "caña" o "cañaveral", y que era empleada por las tribus «abikha» o «coosa» (kusa) de la Confederación Creek. También podría derivar directamente del nombre del asentamiento homónimo localizado en el río.

## Geografía
El río Coosa se forma por la confluencia del río Etowah (265 km) y del río Oostanaula (210 km), en la parte noroccidental del estado de Georgia, muy cerca de la localidad de Roma. El río se encamina primero en dirección oeste, para tras un corto tramo entrar por el lado oriental en el estado de Alabama, donde discurre en más del 90 % de su recorrido. Sigue un primer tramo en que mantiene la misma dirección, para virar luego hacia el suroeste, un largo trayecto que termina con una amplia curva en dirección sureste para unirse al río Tallapoosa y dar nacimiento al río Alabama. La confluencia de ambos ríos se produce al sur de Wetumpka y al noreste de la capital de Alabama, Montgomery. 
El río atraviesa el condado de Floyd en Georgia, y en Alabama los condados de Cherokee, Etowah, Calhoun-St. Clair (frontera), St. Clair-Talladega (frontera), Shelby-Talladega (frontera), Shelby-Coosa (frontera), Chilton-Coosa (frontera) y Elmore.
Las principales ciudades ribereñas del Coosa son, aguas abajo, las siguientes:
- Roma (34 980 hab.), en la cabecera del río, sede del condado de Floyd, en el estado de Georgia;
- Gadsden (38 978 hab.), entre los lagos Weiss y H. Neely Henry, sede del condado de Etowah, ya en el estado de Alabama;
- Rainbow City (8 428 hab.), también en el condado de Etowah, al sur de Gadsden;
- Childersburg (4 927 hab.), cerca del lago Lay, en el condado de Talladega;
- Wetumpka (5 726 hab.), cerca de la confluencia con el río Tallapoosa, en el condado de Elmore.

Hay un total de siete presas en el río Coosa, todas ellas en Alabama, que embalsan casi totalmente el cauce natural del río en todo su discurrir. Esas presas hidroeléctricas han resultado muy valiosas para los ciudadanos, pero también costosas para algunas especies endémicas del río Coosa, que se ven muy constreñidas a permanecer en los afluentes. En Alabama, la mayoría de los ríos están embalsados por la Alabama Power, una unidad de la Southern Company, titular de las siete centrales hidroeléctricas del Coosa. Las presas son salvadas mediante esclusas y eso hace que el río sea navegable hasta Roma.

## Historia
Los indígenas nativoamericanos vivieron en el valle del Coosa durante milenios antes de que en 1540 el explorador español Hernando de Soto y sus hombres se convirtieran en los primeros europeos en descubrir el río. De Soto esclavizó y causó la muerte de cientos de indios, exigiéndoles alimentos y recursos mientras exploraba el valle (en la actual Alabama y Georgia). La jefatura Coosa era uno de los más poderosos cacicazgos en el sureste en ese momento. Los nativos, disconformes con la manera en que de Soto entró en sus tierras, obligaron al jefe de los choctaw, Tuscaloosa, a plantar batalla en Mauvila, en el sur de Alabama. Aunque la batalla fue ganada por los españoles, de Soto abandonó pronto el estado desmoralizado y se dirigió al Oeste. Sin embargo, el número de víctimas en las tribus siguió creciendo con la generalización de enfermedades llevadas por los europeos, especialmente la viruela, que continuó esquilmando a los choctaw durante varias décadas. 
Más de un siglo después de que el español saliera del valle del Coosa, los británicos establecieron fuertes lazos comerciales con las tribus a finales del siglo XVII, para consternación de Francia. Los franceses consideraban que el río Coosa era una de las principales puertas de entrada a todo el Sur y querían controlar abiertamente el valle, ya que el principal medio de transporte en esa época eran los barcos. La convergencia del Coosa y el Tallapoosa era la puerta de acceso a la bahía del Mobile, que fue donde los franceses desembarcaron, procedentes de su país de origen. 
En el siglo XVIII, casi todo el comercio entre los indios y los europeos cesó durante los levantamientos tribales provocados por la guerra Yamasee contra las Carolinas (1715-17). Después de unos años, el sistema de comercio indio se restableció en virtud de unas políticas reformadas. El conflicto entre los franceses y los ingleses en el valle del Coosa, y en gran parte del sureste en general, continuó. Finalmente, el Tratado de París de 1763 puso fin a la Guerra Franco-india, ya que Francia renunció a sus explotaciones al este del río Misisipi. 
Después de que los Estados Unidos obtuvieran la independencia, el valle del Coosa estuvo habitado por los creek y los cheroquis. Después de la masacre de Fort Mims, el general Andrew Jackson encabezó las tropas americanas, junto con aliados cheroke, en contra de los creeks en la guerra Creek, a los que derrotaron en la batalla de Horseshoe Bend. Posteriormente, el Tratado de Fort Jackson en 1814 obligó a la cesión de gran parte de las tierras de los creeks, pero dejó una reserva entre los ríos Coosa y Tallapoosa. Por último, durante las décadas de 1820 y 1830, los creeks, cherokees, y casi todos los indios del sureste fueron confinados a la actual Oklahoma. La expulsión de los cherokees es recordado como el Sendero de Lágrimas. El principal asentamiento de los cherokees, Nueva Echota, se encontraba en las cabeceras de los fuentes del río Coosa, en Georgia, hasta su realojamiento. Los traslados de los choctaw y los creek fueron similares al Sendero de Lágrimas de los cherokees. Después de la absorción, el valle del río Coosa y el sureste en general quedó libre para los colonos americanos. Esto, unido a los híbridos nuevos de algodón que podían ser cultivados en el interior, se tradujo en las migraciones en gran escala conocidas como «Fiebre de Alabama». 
La primera ciudad ribereña en la cuenca del Coosa fue Wetumpka («caída del curso»), fundada al pie de las últimas cascadas del río Coosa, conocidas como la Escalera del Diablo («Devil’s Staircase»). 
El río Coosa desempeñó un papel muy importante en las primeras décadas del siglo XX como vía navegable hasta Roma. Sin embargo, los bancos y cascadas de su curso bajo, como la Escalera del Diablo, bloquearon el acceso al río Alabama y al golfo de México. 
La temprana construcción de tres presas en el Coosa —Lay, Mitchell y Jordan- por la compañía Alabama Power permitió regular las avenidas del río e impedir inundaciones y contribuyó a establecer métodos pioneros de control y eliminación de la malaria, que era un importante problema de salud en las zonas rurales de Alabama en los años 1900. Fue tal el éxito en la región, que la División Médica de la Sociedad de Naciones visitó Alabama para estudiar esos nuevos métodos durante la construcción de la presa de Mitchell.
Las historietas de Popeye el marino fueron inspiradas por el curso fluvial del Coosa y la vida de los personajes de principios de 1900 en Roma.

## Afluentes
El río Coosa tiene cientos de afluentes, además de sus cuatro principales fuentes, los ríos Conasauga, Coosawattee, Oostanaula y Etowah. Los principales afluentes son los ríos Cartecay, Coahulla, Ellijay y los arroyos (creek) Amicalola, Armuchee, Big Wills, Chocolocco, Hatchett, Heath, Mill, Mountain, Raccoon, Rock, Sugar y Terrapin.
| Localización (tramo)                             | Afluentes |
| ------------------------------------------------ | --- |
| Roma (Georgia) — presa Wiess                     | Ríos Chattooga, Cowan y Little y arroyos Cedar, Spring y Yellow |
| Presa Wiess — presa H. Neely Henry               | Arroyos Balplay, Cove, Henley, Canoe, Permita, Green, Beaver, Ottery y Shoal                                                                                              |
| Presa H. Neely Henry — Presa Logan Martin        | Arroyo Cheaha |
| Presa Logan Martin — Presa Lay                   | Arroyos Kelly, Talladega, Tallaseehatchee, Dry Branch, Bulley, Beeswax, Flat Branch, Cedar, Sulphur, Peckerwood, Spring, Blue Springs, Reid, Coaggie, Waxahatchee y Paint |
| Presa Lay — Presa Mitchell                       | Arroyos Clay, Walnut, Hatchet, Pennymotley, Weougufka, Cargile y Blue |
| Presa Mitchell — Presa Jordan                    | Arroyos Chesnut, Shoals, Weoka y Sofkahatchee |
| Presa Jordan - Confluencia con el río Tallapoosa | Arroyo Corn |

## Tramos embalsados del río
La siguiente tabla describe los siete embalses en el río Coosa, en dirección aguas arriba, construidos todos ellos por la «Alabama Power Company». De la importancia de la construcción de la primera presa da testimonio la siguiente cita: 

Antes de 1912 sólo 72 localidades de Alabama tenían electricidad, pero en 1928, cuando la presa Jordan entró en funcionamiento, Alabama Power sirvió a 420 localidades en 61 de los 67 condados de Alabama. La compañía también proporcionó suministro para las minas de carbón y hierro, algodón, molinos, fábricas de cemento, canteras, plantas de acero y laminadoras, fundiciones, plantas de tubos y tiendas de maquinaria, fábricas de hielo, y otras instalaciones eléctricas en industrias que proporcionaron trabajo a miles de ciudadanos [en Alabama].
Harvey H. Jackson III

| Embalse/Tramo               |  | Descripción |
| --------------------------- |  | --- |
| Presa Jordan                |  | La cola del embalse de la Presa Jordan llega hasta unos 12 km de Wetumpka y es una combinación de piscinas, bancos y rápidos. La compañía Alabama Power en la actualidad mantiene un caudal mínimo aguas abajo de la presa Jordan para su uso como aguas bravas, y en ese tramo están los rápidos Moccasin Gap (clase III). |
| Lago o embalse Jordan       |  | El lago Jordan fue embalsado el 31 de diciembre de 1928 y fue nombrado con el apellido de soltera (Jordan) de la madre de Reuben y Sidney Mitchell, que construyeron la presa Mitchell en el Coosa. La presa tiene 38 m de altura, cubre 28 km² y tiene 289 km de costa. La ciudad más cercana es Wetumpka. Tiene una capacidad de generación de 100 MV. El lago Jordan es un excelente lugar de recreo y de pesca. En él se celebró en 2004 el Torneo de Maestros Bass Classic. El lago cuenta con dos sitios de acceso público mantenidos por la Alabama Power. |
| Lago o embalse Bouldin      |  | El lago Bouldin fue embalsado el 27 de julio de 1967 y lleva el nombre de Walter Bouldin, el hombre que construyó los dos canales que lo conectan con el lago Jordan y el río Coosa. Bouldin añadió 225 MW de generación al embalse Jordan. El 10 de febrero de 1975, un terraplén de tierra de la presa Bouldin se dañó, provocando la evacuación total de la zona del embalse y la inoperabilidad de los 225 MW de la planta. |
| Lago o embalse Mitchell     |  | El lago Mitchell fue embalsado el 15 de agosto de 1923 y lleva el nombre de James Mitchell, presidente de la Alabama Power de 1912 a 1920. El embalse cubre 24 km² y tiene 147 km de costa. Tiene una capacidad de generación de 170 MW. La ciudad más cercana es Clanton, Alabama. El lago es un excelente lugar de recreo y de pesca, con tres sitios de acceso público que mantiene Alabama Power. |
| Lago o embalse Lay          |  | El lago Lay fue embalsado en 1914 y nombrado por el capitán William Patrick Lay, el primer presidente de Alabama Power. El embalse cubre 49 km² y tiene 465 km de costa. Tiene una capacidad de generación de 177 MW. La ciudad más cercana es Columbiana, Alabama. El lago es un excelente lugar de recreo y de pesca, con siete sitios de acceso público que mantiene Alabama Power. La presa Lay fue una de las primeras presas de hormigón de los Estados Unidos y ayudó a su construcción tecnología pionera en el levantamiento de embalses.                |
| Lago o embalse Logan Martin |  | El lago Logan Martin fue embalsado el 10 de agosto de 1964, y nombrado por William Martin Logan, Jr., un juez del condado de Montgomery que fue abogado general del estado de Alabama. El lago cubre 61,8 km² y tiene 442 km de costa. La ciudad más cercana es la ciudad de Pell City, Alabama. Tiene una capacidad de generación de 128 MW. El lago es un excelente lugar de recreo y de pesca, con tres sitios de acceso público que mantiene Alabama Power.                                                                                                   |
| Lago o embalse Neely Henry  |  | El lago Neely Henry fue embalsado el 2 de junio de 1966 y el nombre de Henry H. Neely le fue puesto por un alto vicepresidente ejecutivo de la compañía Alabama Power. La presa cubre 45,3 km², con 339 km de costa. La ciudad más cercana es Ohatchee, Alabama. Tiene una capacidad de generación de 72,9 MW. El lago es un excelente lugar de recreo y de pesca, con tres sitios de acceso público que mantiene Alabama Power. |
| Lago o embalse Weiss        |  | El lago Weiss fue embalsado 5 de junio de 1961 y su nombre proviene de F. C. Weiss, un exingeniero jefe de Alabama Power. El embalse cubre 122 km², con 447 kilómetros de costa. La ciudad más cercana es Leesburg, Alabama. Tiene una capacidad de generación de 87,7 MW. El lago es un excelente lugar de recreo y de pesca, con cinco sitios de acceso público que mantiene Alabama Power. Es muy conocido por su excelente pez crappie, y a menudo es llamado la "Capital del crappie del mundo".                                                             |